# 栋厄拉代尔
栋厄拉代尔（荷蘭語：Dongeradeel）是荷蘭的一個旧市镇，位於荷蘭北部，在行政區劃上屬於弗里斯兰省。栋厄拉代尔設立於1984年，是由三個市镇合併而成。
2019年1月1日，栋厄拉代尔与费尔韦德拉代尔和科吕默兰和新克勒伊斯兰合并为新市镇东北弗里斯兰。

## 外部連結
- 维基共享资源上的相關多媒體資源：栋厄拉代尔
- 官方网站